# Liste der Baudenkmäler in Alt-Hürth
Die Liste der Baudenkmäler in Alt-Hürth enthält die denkmalgeschützten Bauwerke auf dem Gebiet von Hürth-Alt-Hürth in Nordrhein-Westfalen (Stand: März 2018). Diese Baudenkmäler sind in der Denkmalliste der Stadt Hürth eingetragen; Grundlage für die Aufnahme ist das Denkmalschutzgesetz Nordrhein-Westfalen (DSchG NRW).

## Baudenkmäler
Die Liste der Baudenkmäler enthält Sakralbauten, Wohn- und Fachwerkhäuser, historische Gutshöfe und Adelsbauten, Industrieanlagen, Wegekreuze und andere Kleindenkmäler sowie Grabmale und Grabstätten, die eine besondere Bedeutung für die Geschichte Hürths haben.
Hinweis: Die Reihenfolge der Denkmäler in dieser Liste entspricht der offiziellen Liste und ist nach laufender Nummer, Name (Bezeichnung), Stadtteil und Adresse (Straße) sortierbar.
| Bild                                 | Bezeichnung                              | Lage                                     | Beschreibung | Bauzeit                         | Eingetragen seit | Denkmal- nummer |
| ------------------------------------ | ---------------------------------------- | ---------------------------------------- | --- | ------------------------------- | ---------------- | --------------- |
| weitere Bilder                       | Alte Pfarrkirche                         | Weierstr. 4                              | Ältester Kirchenbau Hürths | 1695 /1780 erw.                 |                  | 6               |
| weitere Bilder                       | Löhrerhof                                | Lindenstr. 20                            | Dreiseitige Hofanlage mit links stehendem zweistöckigem Wohnhaus, seit 1986 im städtischen Besitz und als Kultur- und Veranstaltungszentrum genutzt | 1839/40 um 1870 Ökonomie        |                  | 11              |
| Wohnanlage Laubenganghäuser          | Wohnanlage Laubenganghäuser              | An der Villen- bahn 14–28a               | Zwei Galerie-Reihen-Häuser von Amtsbaumeister Albert Lüttgenau im funktionalen Bauhausstil mit Flachdach und Galerie/Balkonen im Obergeschoss, deren Wohnungen über je ein Treppenhaus und die Galerie erreichbar sind, verkauft, saniert und mit Fernwärme versorgt 2014/15. Auf der Rückseite wurden in Absprache mit der Unteren Denkmalbehörde Balkone vorgesetzt und für die unteren Wohnungen eine Terrasse eingerichtet. Die Anlage gilt als Beispiel für den frühen sozialen Wohnungsbau der Kommune. | 1928–1931                       |                  | 13              |
| Berufs-Schule                        | Berufs-Schule                            | Brabanter Platz 2                        | Erbaut unter Amtsbaumeister Lüttgenau im Stil der „Neuen Sachlichkeit“ (wie auch das ehemalige Schwimmbad daneben), heute Goldenberg Berufskolleg | 1929/30                         |                  | 15              |
| ehemaliges Schwimmbad                | ehemaliges Schwimmbad                    | Brabanter Platz                          | Erbaut unter A. Lüttgenau von der Ortsgemeinde, erstes und einziges Hallenbad im Landkreis Köln mit 25-Meter-Bahn, Brause- und Wannenbädern, Friseursalon, und Bademeisterwohnung sowie Clubräumen für die damals zwei Hürther Wassersportvereinigungen, Leerstand seit 2007, soll umgebaut werden mit anderer Nutzung | 1929/30                         |                  | 16              |
| weitere Bilder                       | Pfarrkirche St. Katharina                | Brabanter Platz / Lindenstr.             | neuromanischer Baustil, Kölner Architekt Theodor Roß | 1894/5                          |                  | 26              |
| Pfarrhaus                            | Pfarrhaus                                | Weierstr. 6                              | Auf den Grundmauern der ehemaligen Burg, wohl jüngstes Fachwerkhaus des Ortes. Das Wappen am Haus stammt von der alten Burg (Replik, Original im Pfarrsaalgebäude, s. Nr. 71) | 1866                            |                  | 27              |
| weitere Bilder                       | Wegekreuz                                | Hürther- /Industrie- straße              | Errichtet von der Familie Joh. Mörsch | 1927                            |                  | 29              |
| Clementinenhof                       | Clementinenhof                           | Clemen- tinenhof 1–11, 2–14              | Fünf ehemalige RWE-Werkswohnungen um einen Wohnhof auf dem Gelände des ehemaligen Clementinenhofes, benannt nach der Besitzerin der Klosterfrau Melissengeistfabrik in Köln | um 1930                         |                  | 46              |
| weitere Bilder                       | Denkmal Doktor Arnold Kürten             | Brabanter Platz                          | Das von dem Hürther Bildhauer Emil Hayn entworfene und ausgeführte Denkmal (Hayn war auch an dem Bau des Ehrenmals in Burbach beteiligt) stiftete der örtliche Freundschaftsbund „Morgenstund“ zum Andenken an das Hürther Original, den langjährigen Armenarzt der damaligen Bürgermeisterei Hürth. | 1923                            |                  | 57              |
| Wegekreuz                            | Wegekreuz                                | Ringstr. bei Nr. 11                      | Über einem Stein mit eingefasstem Chronogramm: WILHELM BINDER NEBST SEINER EHEGATTIN HABEN HIE.(siges) DENKMAL ERRICHTEN LASSEN - ein erster Sockel, darüber Nische für Beigaben mit einer Jakobsmuschel abgeschlossen, über einem zweiten Sockel ein in Sandstein gemeißeltes Kruzifix Auf der Rückseite weitere drei Stifterpaare und „renoviert 1981 durch Fa. Schmelzer, Fa. Baer“ | (W = X+VV +MDC LLLL IIIII) 1825 |                  | 60              |
| Fachwerkhaus                         | Fachwerkhaus                             | Pastoratstr. 2                           | |                                 |                  | 61              |
| Fachwerkhof                          | Fachwerkhof                              | Breite Straße 13                         | Vom dreiseitigen "Erbenhof" ist nur das einstöckige giebelständige Fünfständer-Wohnhaus auf der linken Grundstücksseite erhalten, restauriert von Architekt Bertermann, Hürth | um 1790                         |                  | 62              |
| Ehemalige Kaplanei                   | Ehemalige Kaplanei                       | Lindenstr. 5                             | Wohnhaus (vermietet) Pfarrsaal und Nebengebäude mit San. Anlagen und kleinem Sitzungsraum. Die ehem. Pfarrbücherei im Obergeschoss ist seit 2005 vermietet. | um 1930                         |                  | 71              |
| Fachwerkhaus                         | Fachwerkhaus                             | Pastoratstr. 4                           | |                                 |                  | 75              |
| Kirchhof an der Pfarrkirche          | Kirchhof an der Pfarrkirche              | Brabanter Platz                          | |                                 |                  | 82              |
| Ehrenmal am Hang der Hürther Kippe   | Ehrenmal am Hang der Hürther Kippe       | Trierer Straße, Am Heidehang             | Das Hochkreuz mit im Halbrund aufgestellten Platten mit den Lebensdaten wurde von der Firma Hertel, Köln, für die Gefallenen und Bombenopfer beider Weltkriege errichtet | 1955                            | 1997             | 90              |
| Trierer Kreuz                        | Trierer Kreuz                            | Trierer Straße, gegenüber Nr. 29         | Kreuz erinnert an die seit 1723 durch Papst Innozenz XIII. sanktionierte Wallfahrt zum Heiligen Matthias nach Trier, die nach dem Krieg wieder aktiviert wurde. |                                 |                  | 92              |
| Ehemalige Gärtnereianlage der RWE    | Ehemalige Gärtnereianlage der RWE        | Breite Str. / Richard- Hettinger- Straße | Fachwerk-Verwalterhaus mit Gitter-Einfriedung und Trafohaus | um 1920                         |                  | 101             |
|                                      | Grabmal Bollig, B/2 (Friedhof Alt-Hürth) | Dunantstr.                               | |                                 |                  | 114             |
| Grabmal Hausmann, C/10               | Grabmal Hausmann, C/10                   | Friedhof                                 | Grabmal der Familie des Gemeindevorstehers der „Spezialgemeinde“ (Alt-)Hürth, sein Haus, Kreuzstr. 19, war um 1900 eins der drei einzigen Backsteinhäuser im Ort |                                 |                  | 115             |
| Grabmal C/13 Adolf Dasbach           | Grabmal C/13 Adolf Dasbach               | Dunantstr.                               | |                                 |                  | 116             |
|                                      | Grabmal Knapstein, C/17                  | Dunantstr.                               | Langjähriger Zahnarzt |                                 |                  | 117             |
| Grabmal Schlösser, E/24              | Grabmal Schlösser, E/24                  | Dunantstr.                               | Fuhr- und Busunternehmer aus Hürth |                                 |                  | 118             |
| Grabmal Kleinen, A/27                | Grabmal Kleinen, A/27                    | Dunantstr.                               | Edmund Kleinen war 1931–1952 Pfarrer an St. Katharina |                                 |                  | 119             |
| Grabmal H/29 Karl Ingenerf,          | Grabmal H/29 Karl Ingenerf,              | Dunantstr.                               | Grundschulrektor und Bürgermeister |                                 |                  | 120             |
| Grabmal Band, G/32                   | Grabmal Band, G/32                       | Dunantstr.                               | |                                 |                  | 121             |
| Grabmal Köllejahn, G/31              | Grabmal Köllejahn, G/31                  | Dunantstr.                               | |                                 |                  | 122             |
| Ehrenanlage Friedhof Alt-Hürth, A/36 | Ehrenanlage Friedhof Alt-Hürth, A/36     | Dunantstr.                               | |                                 |                  | 123             |
| Ehrenmal Russen und Griechen, A/37   | Ehrenmal Russen und Griechen, A/37       | Dunantstr.                               | Opfer des Ersten Weltkriegs aus den Jahren 1917/18 |                                 |                  | 183             |

## Belege
1. 1 2  Denkmalliste der Bau- und Bodendenkmäler auf der Website der Stadt Hürth (PDF)
2. ↑  Pressemitteilung 17. Dez. 2015 mit Bild (Memento des Originals vom 22. Dezember 2015 im Internet Archive)  Info: Der Archivlink wurde automatisch eingesetzt und noch nicht geprüft. Bitte prüfe Original- und Archivlink gemäß Anleitung und entferne dann diesen Hinweis.
3. ↑   Clemens Klug: Hürth - Kunstschätze und Denkmäler, Hürth 1978
4. ↑  Tradition Burbach 1850 e.V. (Memento des Originals vom 4. Februar 2014 im Internet Archive)  Info: Der Archivlink wurde automatisch eingesetzt und noch nicht geprüft. Bitte prüfe Original- und Archivlink gemäß Anleitung und entferne dann diesen Hinweis.
5. ↑  Egon Conzen: 800 Jahre Alt-Hürth, Hürth, Storer Druck, S. 82
6. ↑   800 Jahre Alt-Hürth, S. 74